# Grajska vas
Grajska vas – wieś w Słowenii, w gminie Braslovče. 1 stycznia 2017 liczyła 361 mieszkańców.